# Thaiderces ganlan
Thaiderces ganlan es una especie de araña del género Thaiderces, familia Psilodercidae. Fue descrita científicamente por Li & Chang en 2019.
Habita en Myanmar. El macho holotipo mide 1,63 mm y la hembra paratipo 2,03 mm.